# 弗拉德三世
弗拉德三世（羅馬尼亞語：Vlad III，1431年11月10日—1476年12月），弗拉德二世次子，于1448至1476年间三次任瓦拉几亚大公。由于酷爱以木穿刺刑折磨人，他被称为穿刺大公弗拉德（羅馬尼亞語：Vlad Țepeș，發音：[ˈvlad ˈtsepeʃ]，音译为弗拉德·采佩什）。弗拉德三世也号作弗拉德·德古拉（羅馬尼亞語：Vlad Drăculea），传闻为吸血鬼形象“德古拉”的原型。
关于其有包括日耳曼文、斯拉夫文和俄文等不同文献的记载,然后因为不同文献著者立场不同，因此该历史人物有不同的正反两面形象描写。有些文献描写是为了捍卫国土在东西两势力间斡旋的「龙之子」，被冠上「穿刺公」名号。东欧一些文献，则描写其为骁勇善战的君王，且其在位期间，瓦拉几亚公国是太平盛世。:4本来的德古拉没有对血的特殊癖好，也没有其有爱喝血的行径，是在斯托克笔下才被描写成为吸血鬼。:9

## 生平
1431年（又说1430年），采佩什出生于特兰西瓦尼亚。
1436年，采佩什的父亲德拉库里成为瓦拉几亚亲王，同时不得不臣服于奥斯曼帝国。
1442年，采佩什与号称美男公的弟弟拉杜一同成为奥斯曼帝国的人质。
1447年，采佩什的父亲与兄长米尔查遭暗杀，人质的身份得到解除。受奥斯曼土耳其帝国的支持，采佩什接替父亲成为瓦拉几亚公爵，但是2个月以后被匈牙利王国特兰西瓦尼亚亲王匈雅提·亚诺什打败，逃往摩尔达维亚。
1451年，摩尔达维亚亲王遭人暗杀，采佩什回到匈牙利特兰西瓦尼亚，受匈牙利贵族匈雅提保护。
1456年，采佩什接受了匈雅提的支援，重新统治瓦拉几亚。

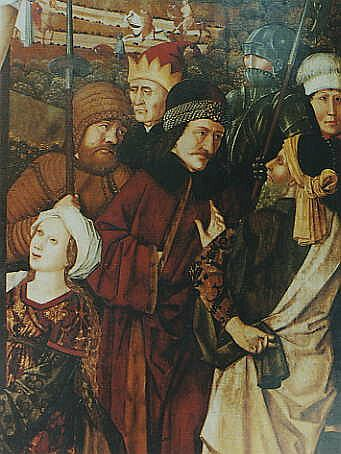
1460年对弗拉德三世的描绘

1459年，采佩什消灭了瓦拉几亚境内一些大贵族，开始掌握权力。掌权后，采佩什拒绝向奥斯曼帝国纳贡。奥斯曼遣使来催问贡品，采佩什将使者活活钉死。此后和奥斯曼帝国交战，每回都将土耳其人击退。
1462年，奥斯曼扶持采佩什的弟弟拉杜，与采佩什打倒的贵族，将采佩什赶下了王座，逃往特兰西瓦尼亚向奥斯曼的敌人匈牙利王国求援、卻被匈雅提·亚诺什之子匈牙利国王马加什·科韦努斯软禁。此时他的第一个妻子跳楼自杀。
1474年，在摩尔达维亚公国大公斯特凡三世要求下，采佩什被匈牙利释放。在此期间他改信天主教，与匈王马加什·科韦努斯的妹妹結婚，丧失了信仰东正教的瓦拉几亚国民的民心。
1476年，采佩什第3度统治瓦拉几亚。同年（另有1477年一说），采佩什在一场与奥斯曼帝国的战斗中战死。也有观点认为采佩什是被敌对的瓦拉几亚贵族暗杀。头颅被奥斯曼军队用蜂蜜防腐后带往君士坦丁堡，并插在一棵木桩上示众。他的遗体葬于斯纳格布的一处修道院。

## “穿刺者”之称的由来

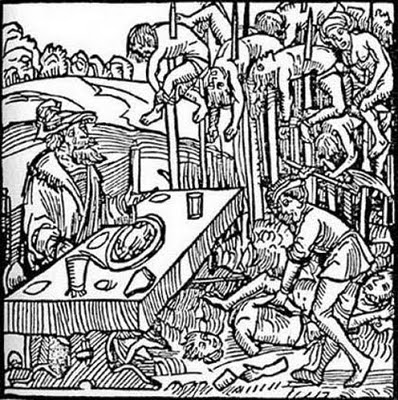
采佩什将人钉尖桩的版画

弗拉德·采佩什出生时，罗马尼亚地区的瓦拉几亚公国、摩尔达维亚等国受到奥斯曼帝国的压迫，几乎面临被吞并的命运。然而，在匈牙利王国的支援下，瓦拉几亚得以避免被占领（匈牙利国王马加什曾多次击败奥斯曼军队），并最终成为匈牙利的附属国。弗拉德·采佩什以勇猛善战著称，敢于正面对抗奥斯曼帝国，被誉为保卫罗马尼亚的英雄。然而，他与匈牙利王国和摩尔达维亚之间的关系错综复杂。在瓦拉几亚执政期间，他以严厉的法律和高压统治手段闻名。不光对土耳其俘虏，就连对自己国家的贵族、百姓，他也常常使用穿刺之刑，动辄将人钉在尖桩上，以残酷著称。不过，在当时的基督教国家以及伊斯兰教国家，这样的刑罚并非少见。他得到这个称呼的直接原因，可能是匈牙利人的故意宣传所致。

## 与吸血鬼传说的关系
以残酷统治而闻名的弗拉德·采佩什，在其死后逐渐被传说塑造成吸血鬼的形象。爱尔兰小说家布拉姆·斯托克于1897年出版的小说《德古拉》（Dracula），很可能以他为灵感原型。这部小说首次将“德古拉”与吸血鬼形象紧密联系起来，成为西方吸血鬼文学的奠基之作。
弗拉德的传奇故事，使他成为了罗马尼亚历史上最著名的中世纪统治者之一。他在欧洲历史与民间传说中的地位，尤其在特兰西瓦尼亚地区，具有深远影响。斯托克对罗马尼亚文化的兴趣，部分受到艾米莉·杰拉德于1885年发表的关于特兰西瓦尼亚的迷信的文章的启发，该文介绍了当地关于吸血鬼的民间信仰。
此外，斯托克对瓦拉几亚中世纪历史的了解主要来自威廉·威尔金森于1820年出版的著作《瓦拉几亚和摩尔达维亚公国的记述及其相关政治观察》。这本书为他塑造小说中的德古拉角色提供了历史背景和文化素材。
据学者伊丽莎白·米勒（Elizabeth Miller）指出，布拉姆·斯托克对“穿刺者”弗拉德的了解非常有限，远不足以断言弗拉德是小说中德古拉伯爵的直接灵感来源。斯托克在创作过程中所引用的历史信息多为片面甚至误导性的资料。
例如，斯托克曾声称德古拉拥有塞克利人（Székely）的血统，这一设定并非基于对弗拉德家族的真实研究，而是出于他对匈奴领袖阿提拉破坏性行为的印象，以及对塞克利人与匈奴之间所谓血缘联系的误解。
斯托克的主要历史来源之一是威廉·威尔金森（William Wilkinson）于1820年出版的著作。在该书中，威尔金森接受了德国传说中对弗拉德的负面描写，将其刻画为一个残忍邪恶的人物。这些描述对斯托克塑造小说角色产生了重要影响，但并不代表对弗拉德历史形象的全面理解。
表示吸血鬼的意味的斯特里戈伊（strigoii）语源来自斯拉夫语，从中欧到巴尔干半岛流传的关于吸血鬼的故事，都是在塞尔维亚人等斯拉夫民族间流传。罗马尼亚人不是斯拉夫人，和吸血鬼的传说并没有直接联系，所以有说法认为，罗马尼亚的特兰西瓦尼亚成为吸血鬼的发源地只不过是一种艺术创作而已。

## 大众文化
- 日本游戏11eyes -罪与罰与贖的少女-的回忆人物，是男主角皋月驱特殊能力“劫之眼”的前任所有者。与欧洲最古老魔女莉婕罗堤·威尔克麦斯达相恋，他被暗杀导致莉婕罗堤·威尔克麦斯达决定毁灭世界。
- 在日本游戏Fate/EXTRA和Fate/Grand Order作为从者登场。
- 在轻小说Fate/Apocrypha登场，作为罗马尼亚圣杯大战的黑方lancer，十分厌恶自己吸血鬼的传说。
- 电子游戏艾尔登法环的DLC黄金树幽影中的敌对人物「穿刺者」梅瑟莫，其绰号以及在战争将敌人穿刺的行为有借鉴「穿刺公」的元素。
- 《德古拉》，2020年的一部英国恐怖电视剧。
- 《吸血惊情四百年》，1992年的一部电影。